# Terremoto de Luhuo de 1973
El terremoto de Luhuo de 1973 se produjo cerca de la ciudad de Zhaggo en la prefectura autónoma tibetana de Garzê de la provincia de Sichuan, China, a las 18:37 hora local del 6 de febrero de 1973, con una magnitud de 7,6. El terremoto tuvo una intensidad máxima de X en la escala de intensidad Modificada de Mercalli. El resultado fue de 2.204 muertos y 2.743 heridos.En el condado de Luhuo se produjo una destrucción grave y generalizada.

## Entorno tectónico
El oeste de Sichuan está situado en el borde de la meseta tibetana, en una vasta zona de compleja deformación continental causada por la colisión de la placa india con la placa euroasiática. A medida que continúa el empuje de la placa india debajo de la placa euroasiática a lo largo del Himalaya, la corteza continental dentro de la placa Euroasiática se eleva y engrosa activamente, formando la meseta tibetana. Como no hay estructuras de empuje activas dentro de la meseta, la compresión se acomoda mediante un movimiento de rumbo a lo largo de grandes estructuras, incluidas la falla Altyn Tagh, la falla Kunlun, la falla Haiyuan y el sistema de fallas de Xianshuihe. El movimiento de deslizamiento lateral izquierdo presiona los bloques de la corteza terrestre de la meseta tibetana hacia afuera, obligándola a moverse hacia el este. Mientras tanto, el movimiento de rumbo también da como resultado la extensión de este a oeste de la meseta, lo que provoca que las fallas normales se rompan dentro de la corteza engrosada.

## Terremoto

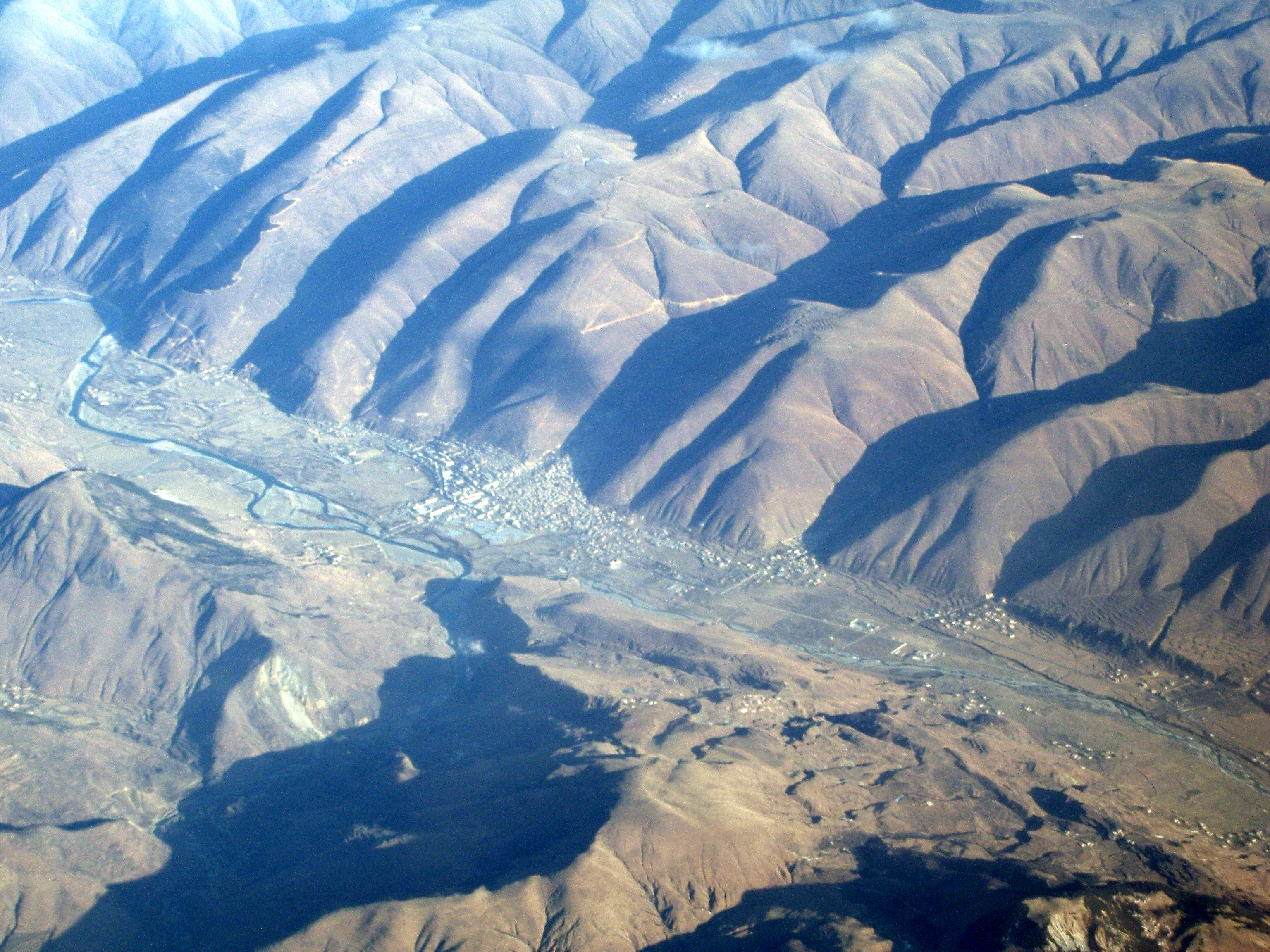
Una vista desde arriba del valle del río Xianshuihe y el sistema de fallas.

El sistema de fallas de Xianshuihe es una falla de rumbo lateral izquierda activa de 1.400 kilómetros de largo que se adapta al movimiento de rumbo en la meseta tibetana. La falla es una de las estructuras geológicas intracontinentales activas más grandes del mundo. Desde 1893, al menos 350 kilómetros de longitud de la falla se han roto en grandes terremotos sucesivos con magnitudes de 6,5 o más.Desde 1700 hasta la actualidad, la falla se ha roto en toda su longitud durante grandes terremotos.
El terremoto midió 7,9 en la escala de magnitud de ondas superficiales de China, pero un análisis y un nuevo cálculo posteriores indican una magnitud de 7,6. Este evento fue el resultado de un deslizamiento lateral izquierdo puro en el segmento Luhuo del sistema de fallas de Xianshuihe. Una sección de la falla de Xianshuihe se rompió a lo largo de 90 kilómetros y produjo un deslizamiento máximo de 3,8 metros en la sección poco profunda de 0 a 5 kilómetros de la zona de ruptura.Cerca del municipio de Dandu, un campo agrícola quedó desplazado 7,2 metros, pero los estudios indicaron que también se trataba de la acumulación de desplazamientos de terremotos anteriores, incluido el de 1816.Los científicos documentaron bien las rupturas de la superficie a lo largo de los 90 kilómetros de longitud que se extienden desde Renda hasta Kasu. El segmento de 10 kilómetros del sureste de la ruptura del terremoto se superpuso al del terremoto de Renda de 1923,otro terremoto de 7,3 en la falla de Xianshuihe.
El segmento de Luhuo del sistema de fallas de Xianshuihe también fue la fuente de un terremoto de magnitud 7,5 en 1816. Sin embargo, la investigación de campo mediante excavaciones en el segmento Luhuo reveló un registro de la historia de los terremotos en la falla en los últimos 3.000 años. El primer evento identificado en las capas de estratos expuestos correspondió al año 769 a. C. También se identificaron cinco eventos adicionales que ocurrieron en los años 318 a 545 d. C., 677 a 833 d. C. y 1008 a 1444 d. C. Se ha calculado un intervalo de recurrencia de entre 157 y 1.200 años para los terremotos del 769 a. C. al 1973 d. C.
Dos días después se produjo una réplica de 6,3, probablemente provocada por la transferencia de esfuerzos de Coulomb del terremoto principal.La evidencia geomórfica del terremoto estaba bien conservada porque el terremoto ocurrió a mediados de invierno.

## Impacto
El terremoto mató a 2.204 personas en la provincia de Sichuan. También dejó 43 huérfanos.Causó una gran destrucción a lo largo de sus 90 kilómetros de ruptura. Casi 15.700 casas quedaron destruidas cerca o en el camino de la ruptura.Se estima que 2.867 edificios también sufrieron graves daños. En dos ciudades del condado de Luhuo, 4.600 de las 5.000 viviendas se derrumbaron, mientras que otras 880 sufrieron daños graves. Otros 90 sufrieron grietas. La Carretera Nacional China 318 o la carretera Sichuan-Tíbet resultó dañada por desprendimientos de rocas, deslizamientos de tierra y grietas en el suelo en 17 lugares. Otras carreteras, puentes y sistemas de telecomunicaciones también resultaron dañados o interrumpidos. Murieron 40.427 cabezas de ganado y se perdieron 2,01 millones de kilogramos de alimentos.El terremoto provocó entre 40 y 50 deslizamientos de tierra en el valle del río Xianshui.Casi todas las características de deslizamientos de tierra registradas se distribuyeron dentro de un área de 70 kilómetros por 2 kilómetros, o 409 kilómetros cuadrados, dentro del valle.Los estudios de campo observaron 137 deslizamientos de tierra, todos los cuales se ubicaron dentro de la zona de intensidad de VIII o superior.

## Respuesta
Una división del Ejército Popular de Liberación fue enviada a la zona afectada para ayudar en las labores de rescate y recuperación. En la división, al menos 668 equipos médicos de 49 grupos atendieron a los supervivientes heridos.